# Lipa (Generalski Stol)
 Lipa  falu Horvátországban, Károlyváros megyében. Közigazgatásilag  Generalski Stolhoz tartozik.

## Fekvése
Károlyvárostól 16 km-re délnyugatra, községközpontjától 8 km-re északra, a Dobra jobb partján fekszik.

## Története
A hagyomány szerint nevét egy óriási hársfáról kapta, mely a falu közepén állt. Itt állt egykor Lipa vára, melyet a 15. század közepén a Cilleiek, majd a Fragepánok uraltak. A falunak 1558-ban húsz adózó családja volt. 1576-ban a többi Dobra vidéki várral együtt tizenkétezer aranyforintért Zrínyi Miklós fiai Miklós és György vásárolták meg. Fejlődését elősegítette, hogy a tengerhez vezető fontos kereskedelmi út mellett feküdt. Különösen jelentős volt az itteni  vásár, mely egészen a török korig nagy forgalmat bonyolított le és rendkívül jövedelmező volt. A török először 1408-ban hatolt be erre a területre és egészen Metlikáig pusztított. A  támadások nagy változást okoztak a környék falvainak lakosságában. Mivel a támadások során a falvak elpusztultak, lakosságuk pedig fogságba esett vagy elmenekült pótlásukra a Frangepánok más vidékekről népesítették be újra őket. Ők lettek a mai lakosság ősei, vezetékneveik mindmáig megtalálhatók az itt élők körében. A Zrínyiek után a Tepsić, a Herendić, a Mihačević, majd a Lovinčić családok voltak a birtokosai. A helyi plébániát 1790-ben alapították, azelőtt a lešćei plébániához tartozott. 
A környék falvaiban többen űznek érdekes mesterségeket, azonban ezeket már csak alkalmanként gyakorolják. A Dobra mentén jövedelmező volt egykor a molnármesterség. A közelben Crno Kamanjén és Protulipán működött vízimalom. A kovácsmesterség hagyományát a lipov pesaki Šibenik család ápolja, de fennmaradt a fafaragó és a kőműves mesterség is. Kiváló minőségű munkáik egészen Károlyvárosig, sőt azon túl is eljutottak. 
A településnek 1857-ben 113, 1910-ben 130 lakosa volt. Trianon előtt Modrus-Fiume vármegye Vrbovskoi járásához tartozott. 2011-ben 40 lakosa volt.

## Lakosság
| Lakosság változása | Lakosság változása | Lakosság változása | Lakosság változása | Lakosság változása | Lakosság változása | Lakosság változása | Lakosság változása | Lakosság változása | Lakosság változása | Lakosság változása | Lakosság változása | Lakosság változása | Lakosság változása | Lakosság változása | Lakosság változása |
| ------------------ | ------------------ | ------------------ | ------------------ | ------------------ | ------------------ | ------------------ | ------------------ | ------------------ | ------------------ | ------------------ | ------------------ | ------------------ | ------------------ | ------------------ | ------------------ |
| 1857               | 1869               | 1880               | 1890               | 1900               | 1910               | 1921               | 1931               | 1948               | 1953               | 1961               | 1971               | 1981               | 1991               | 2001               | 2011               |
| 113                | 110                | 122                | 128                | 121                | 130                | 113                | 138                | 130                | 106                | 111                | 88                 | 78                 | 69                 | 47                 | 40                 |

## Nevezetességei
- Szent Miklós püspök tiszteletére szentelt plébániatemploma[4] 1861-ben épült. Egyhajós épület sokszög záródású szentéllyel, homlokzata felett emelkedő harangtoronnyal, melyben három harang található. A középső harangot 2000-ben Krisztus születésének évfordulóján öntötték. A templom bejárata a homlokzat felől van, előtte Jézus és Szűz Mária szobrai láthatók. A főoltár Szent Miklós képe mellett kétoldalt Szent Cirill és Szent Metód szobrai állnak. Két mellékoltára Szent Antal és a Kármelhegyi Szűzanya tiszteletére van szentelve. A Szent Antal oltár Szent Péter és Pál apostolok szobraival amerikai emigránsok ajándéka. A Kármelhegyi Szűzanya oltárát két női szent, Szent Lúcia és Szent Apollónia szobrai díszítik. A mellékoltárok képei 1900-ban készültek. A szentélytől jobbra tágas sekrestye nyílik. A bejárattól balra található a keresztelő medence. A sekrestye felett a kegyúrnak fenntartott kórus áll, melyet még az egykori birtokos Lovinčić családnak építettek. A családnak a faluban kastélya is áll, melyet a múlt század végén kezdtek meg tulajdonosai felújítani.
- Lipa középkori várának maradványai.
- A Lovinčić család kastélya[5] egy kúriából és két melléképületből áll kőkerítéssel körülvéve, a déli oldalon kocsifelhajtóval, az északi oldalon pedig egy kis ajtónyílással, amely a plébániatemplom közelében és alatt a folyópartra vezet. Az egykori lipai birtok a Frangepánok birtoka volt, ahol a Lovinčić a 18. században építette a kastélyt. Maga a kastély kőből épült, szerényebb építészeti koncepcióval, egyszerű külső kialakítással.
- Különleges a Dobra Lipa és Protulipa közötti vízesése.